# De Dellen (poldermolen)
De Dellen is een poldermolen ten zuiden van Nieuw-Scheemda in de provincie Groningen.

## Geschiedenis
De molen is in 1855 in 't Waar gebouwd, om een afgebrande voorganger uit 1793 te vervangen. Hij bemaalde daar de polder De Dellen, 270 hectare groot.
In 1897 heeft de molen zelfzwichting en een gietijzeren bovenas van De Prins van Oranje uit Den Haag gekregen. Dit alles nog steeds met houten roeden. Die werden in 1899 en 1901 nog door nieuwe vervangen. De eerste gebruikte ijzeren roeden van Pot zijn in 1916 gestoken. In 1936 zijn er stroomlijnneuzen gemonteerd en in 1930 en 1938 zijn er nieuwe Potroeden gestoken, die tot de verplaatsing in 1986 dienst hebben gedaan.
De naam De Dellen verwijst naar de lage ligging van het gebied.

## Hulpgemaal
Op de oude plaats in 't Waar was naast de molen ook nog een vijzelhulpgemaal, dat in 1901 gebouwd is en door een petroleummotor aangedreven werd. In 1907 is die motor vervangen door een stoommachine. De vijzel van het hulpgemaal had een diameter van 1,50 m. Dit alles werd in 1926 gesloopt en vervangen door een elektromotor van 50 pk in de molen, die de grote vijzel van de molen aan kon drijven. Dit systeem is tot de verplaatsing bedrijfsklaar geweest. Na de verplaatsing is de hulpmotor niet meer geïnstalleerd. Deze motor, de aanzetter en alle drijfwerk zijn nog wel los in de molen aanwezig. Verder resteert nog het ijzeren conische tandwiel met 54 tanden boven op de gietijzeren onderbonkelaar van de grote vijzel.

## Verplaatsing van de molen
In het kader van de ruilverkaveling en samenvoegen van waterschappen werd het Lutjemaar gedempt en de bemaling van het gebied overgenomen door een nieuw motorgemaal aan het Hondshalstermaar, dat - net als zijn voorganger - De Dellen werd genoemd. De molen werd overbodig en de vijzels kwamen droog te staan: het waterniveau ter plaatse werd bijna een meter lager. Hierdoor, en door de slechte bereikbaarheid, werd besloten om de molen te verplaatsen naar de huidige locatie naast gemaal Tichelwaark in Nieuw-Scheemda. Dit gebeurde in 1985/86.
De polder Tichelwaark is een smalle, langgerekte polder, die van 't Waar tot Scheemderzwaag langs het Termunterzijldiep ligt en ongeveer net zo groot is als destijds polder De Dellen. De molen is daar hij na de verplaatsing en restauratie in 1986 weer in bedrijf gesteld door gedeputeerde Bote Wilpstra. Er is, behalve dat de molen naast het gemaal een noodfunctie kan vervullen toen ook een inlaat gecreëerd, die bij droogte water in kan laten in de polder. De kleppen uit 1986 waren in 2000 inmiddels weer zo slecht, dat besloten is om ze door aluminium te vervangen wat veel minder onderhoud vergt.

## Moderne tijd
De laatste beroepsmolenaar was Geert Jager, die in 2007 op 99-jarige leeftijd overleed. Nadat de molen na 1974 geen functie meer had, werd hij regelmatig in bedrijf gesteld door Roelof Lemminga, oud-zaagmolenaar uit Eexta, die ook instructeur van het Gilde van Vrijwillige Molenaars was. Hij is op de molen actief gebleven tot juli 2006. In oktober 2006 overleed hij op 91-jarige leeftijd.
De huidige vrijwillige molenaar bemaalt de polder op windkracht. Enkele tientallen meters ten oosten van de molen staat sinds 1990 een nieuw gebouwde  tjasker. De molens zijn eigendom van de Molenstichting Oldambt.

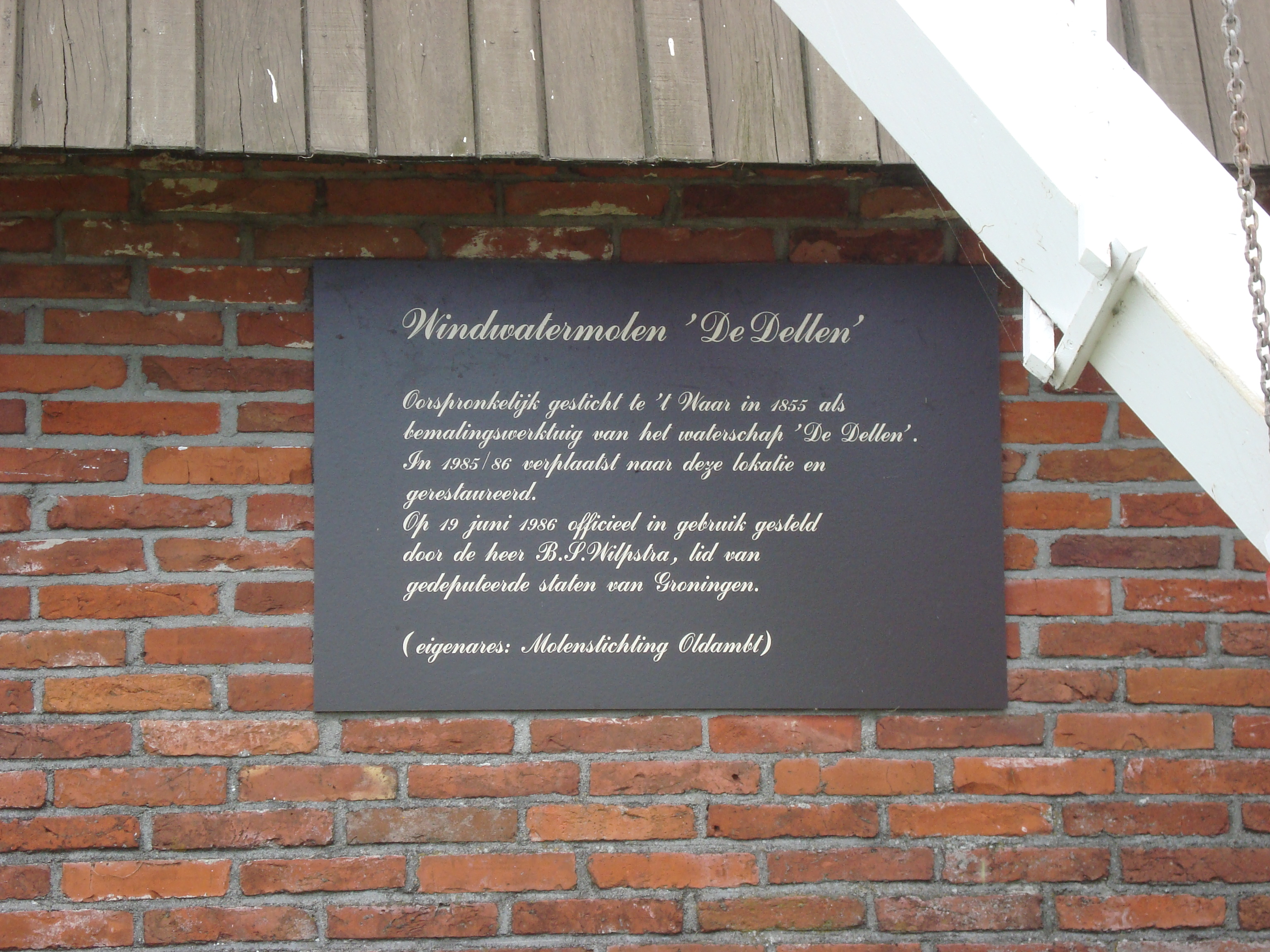
Plaquette
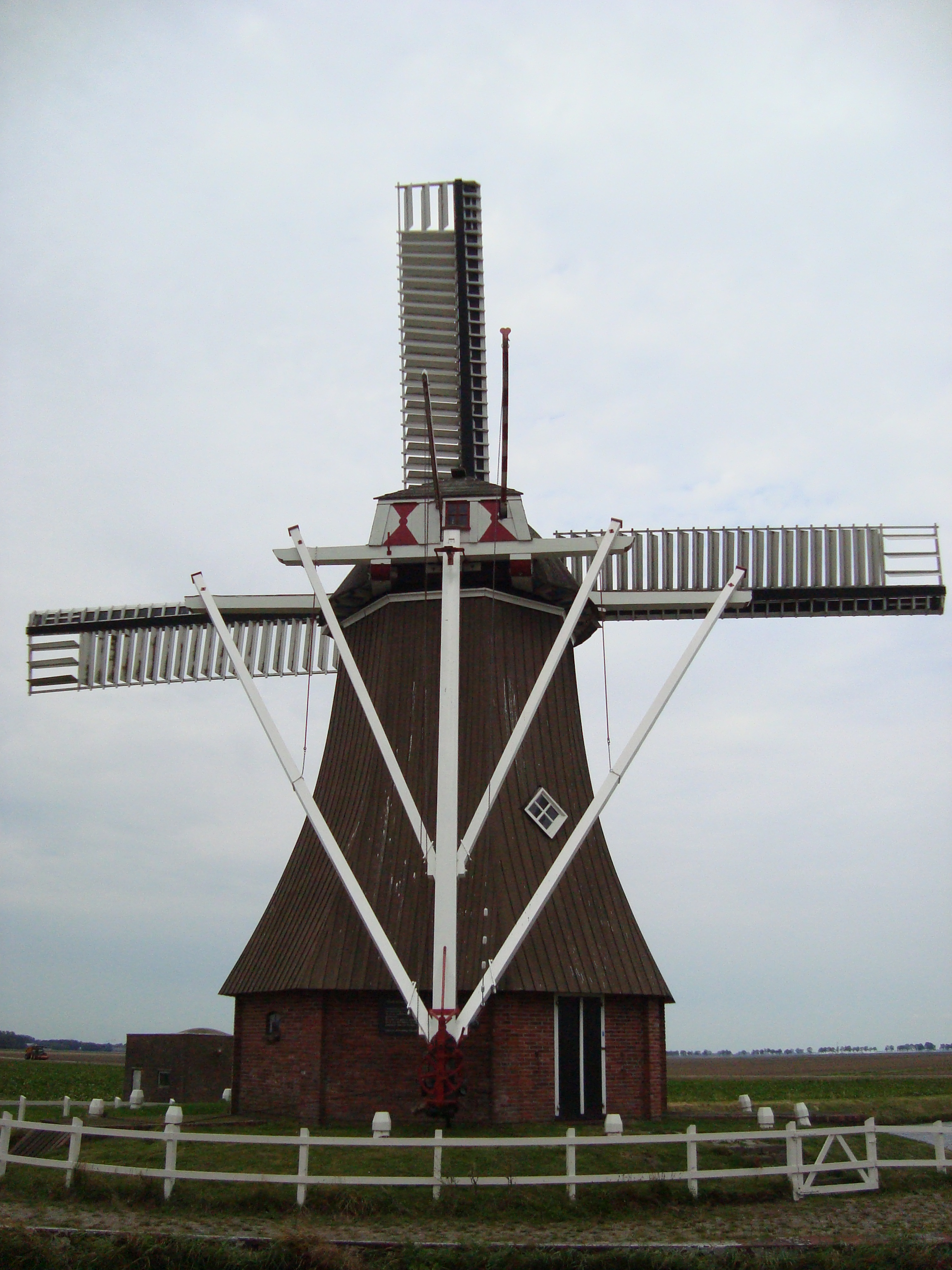
Achterkant
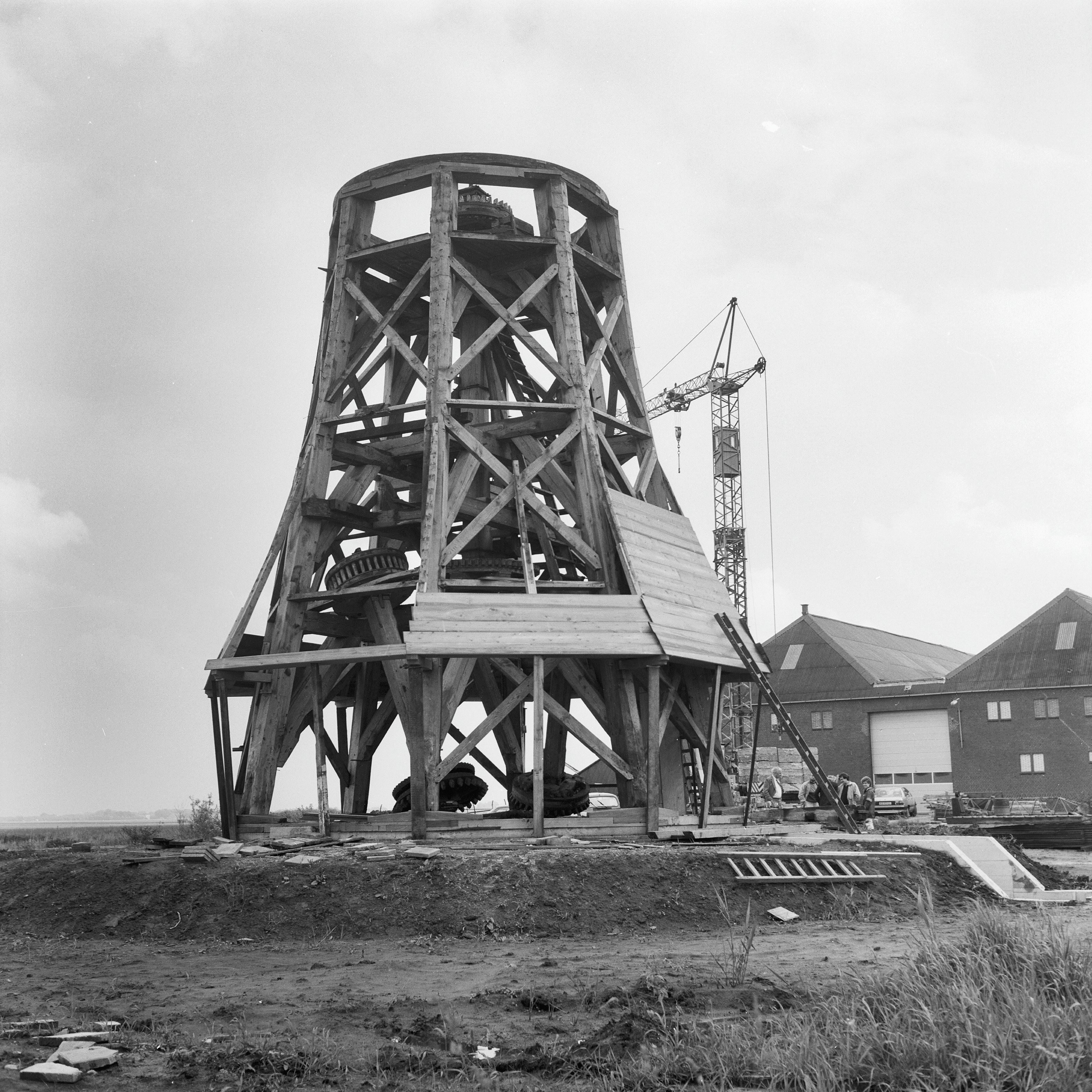
De Dellen tijdens de verplaatsing in 1985
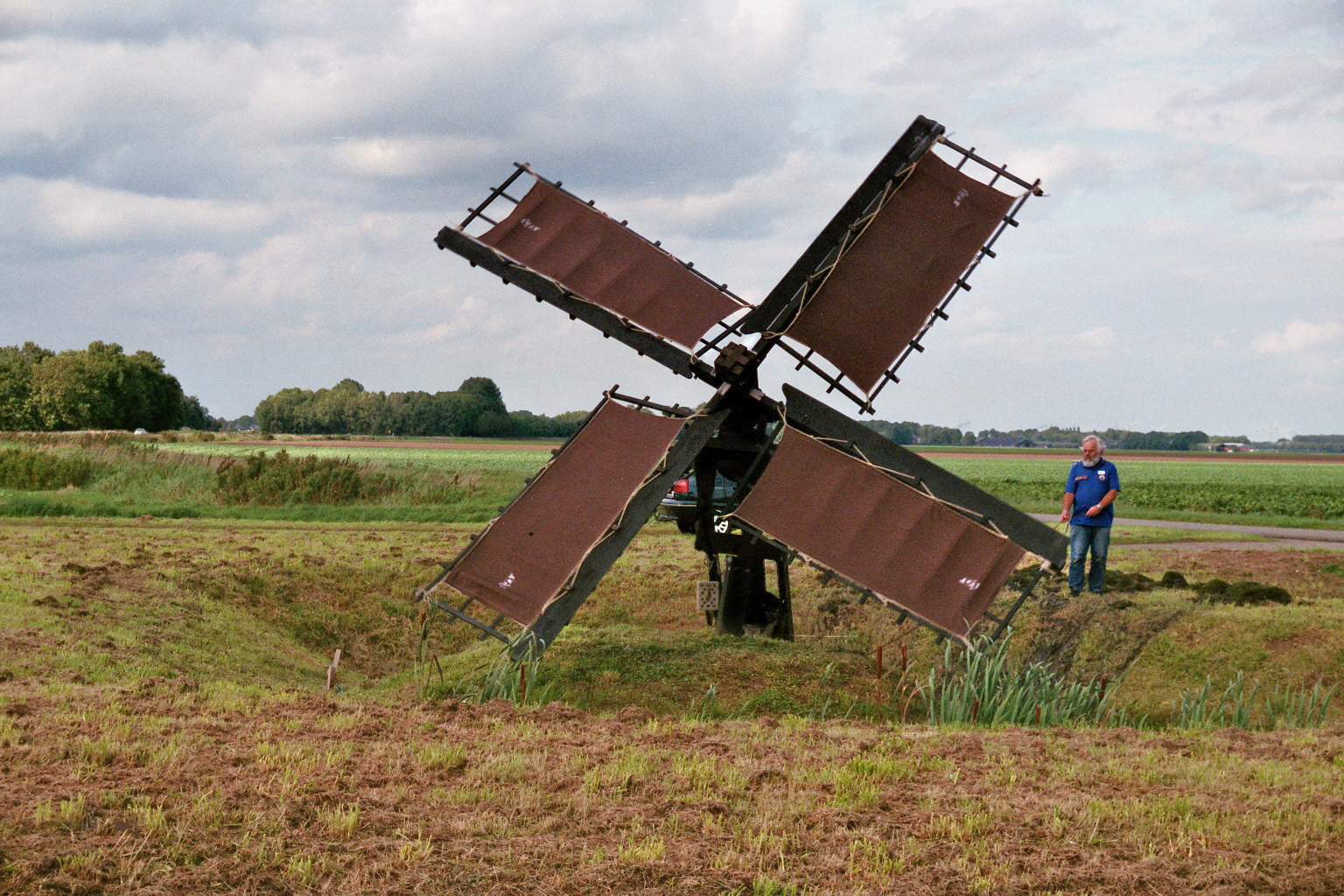
De tjasker bij de Dellen. Molengids Thies Burema staat klaar om het molentje uit de wind te trekken